# Chitron
Chitron is een kevergeslacht uit de familie van de boktorren (Cerambycidae). De wetenschappelijke naam van het geslacht werd voor het eerst geldig gepubliceerd in 1945 door Dillon en Dillon.

## Soorten
Chitron is monotypisch en omvat slechts de volgende soort:
- Chitron mniszechii (Buquet, 1859)